# Мелітопольський промислово-економічний фаховий коледж
Мелітопольський промислово-економічний фаховий коледж - учбовий заклад у Мелітополі, який веде підготовку молодших спеціалістів за машинобудівними та економічними спеціальностями.

## Історія
Розпочав роботу в 1954 році як машинобудівний технікум.
У 1974 році змінив спрямованість і назву на автомоторний. На початку 2000-х технікум почав готувати бухгалтерів і фінансистів, а з часом змінив і назву, ставши промислово-економічним технікумом.